# Ipomoea verbascoidea
Ipomoea verbascoidea är en vindeväxtart som beskrevs av Jacques Denys Denis Choisy. Ipomoea verbascoidea ingår i släktet praktvindor, och familjen vindeväxter. Inga underarter finns listade i Catalogue of Life.